# Myristica subcordata
Myristica subcordata är en tvåhjärtbladig växtart som beskrevs av Carl Ludwig von Blume. Myristica subcordata ingår i släktet Myristica och familjen Myristicaceae.

## Underarter
Arten delas in i följande underarter:
- M. s. gigacarpa
- M. s. morindiifolia
- M. s. rimosa